# Tafalisca furfurosa
Tafalisca furfurosa är en insektsart som beskrevs av Otte, D. 2006. Tafalisca furfurosa ingår i släktet Tafalisca och familjen syrsor. Inga underarter finns listade i Catalogue of Life.